# Art de Sardaigne

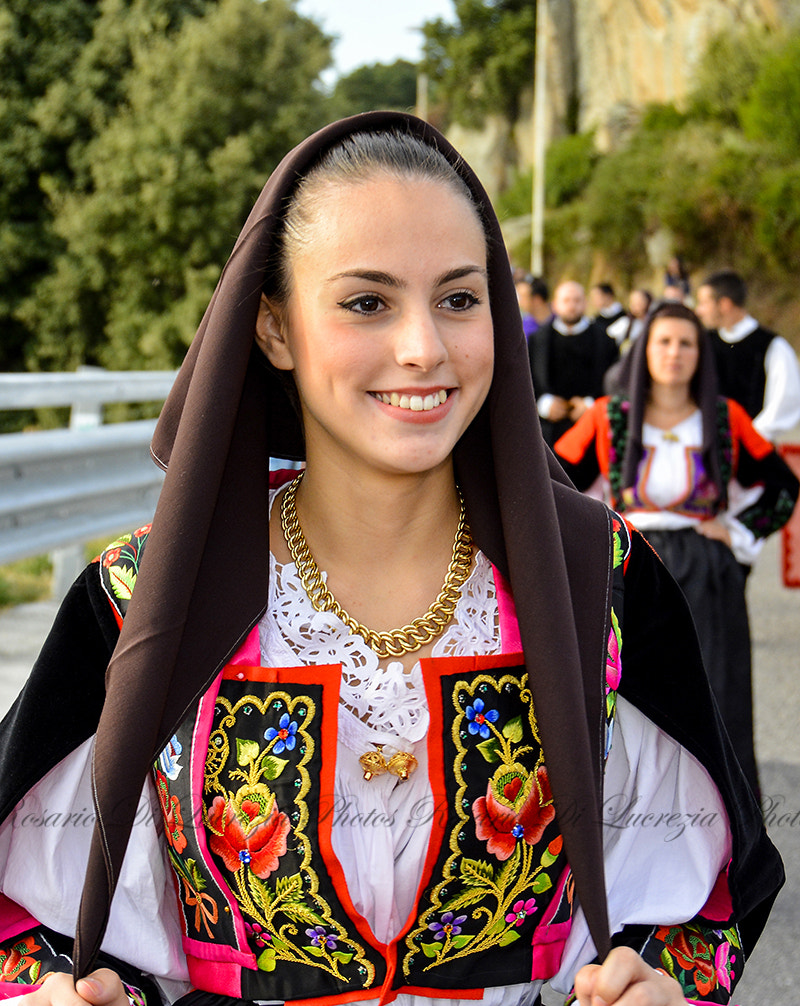
Costume de Sardaigne traditionnel

L'art de Sardaigne est à l'image de sa culture et de son histoire, elle est riche et spécifique.

## Travail de matériaux
- Travail du liège
- Sculpture sur bois
- Sculpture de bronze

## Musique
- Danse (Ballo tondo, A Passu, Ballu Seriu)
- Instrument (Accordéon diatonique, Launeddas)
- Chants (Canto a tenore, Maria Carta)

## Peinture
- Maestro di Castelsardo
- Giovanni Marghinotti

## Littérature
- Contes et légendes
- Contemporaine : 
  - Milena Agus[1],
  - Grazia Deledda
  - Gavino Ledda[2].